# Jean-Baptiste Baudoin
Jean-Baptiste Baudoin (* 11. Januar 1831 in Juniville, Frankreich; † 15. November 1875 ebenda) war ein französischer katholischer Priester und Missionar in Island.

## Leben
Baudoin und sein Landsmann Bernard Bernard (1821–1895) waren die ersten katholischen Priester, die nach der Reformation Island erreichten. Sie kamen dort 1857 (Bernard) beziehungsweise 1858 (Baudoin) im Rahmen der Nordpolmission (1855–1869) an und errichteten 1864 eine kleine Kapelle auf dem von ihnen 1859 erworbenen Hof Landakot nahe Reykjavík. Alles in allem hatten sie und ihr Vorhaben jedoch einen mehr als problematischen Stand und während Bernard bereits 1862 das Land verließ, blieb Baudoin noch bis 1875, ohne größere Erfolge dabei zu verzeichnen.
Baudoin kämpfte auf Island zeit seines Lebens gegen Polemik und Anfeindungen gegenüber der Katholischen Kirche. Neben zahlreichen Artikeln in Zeitschriften und Zeitungen, schrieb er auch mehrere (kleinere) Bücher auf Isländisch (siehe die Bibliographie unten), zum Beispiel das Pamphlet mit dem Titel Jesus Christ ist Gott, trotz des Einspruches von Magnús Eiríksson (1867). welches auf ein Buch des in Kopenhagen lebenden isländischen Theologen Magnús Eiríksson zielte, das den Titel trug Ist das Johannes-Evangelium ein apostolisches und echtes Evangelium und ist seine Lehre von der Menschwerdung Gottes eine wahre und christliche Lehre? Eine religiös-dogmatische, historisch-kritische Untersuchung (1863).

## Hauptwerke
- Útskýring um trú katólsku kirkjunnar í þeim trúaratriðum, þar sem ágreiningr er milli hennar og mótmælenda, Reykjavík 1865.
- [Anonymous], Svar hinna katólsku presta upp á 1. bréfið frá París eptir Eirík Magnússon. Hvað segir sagan um Parísarbréfið?, Reykjavík 1866.
- Jesús Kristr er guð. Þrátt fyrir mótmæli herra Magnúsar Eiríkssonar, Reykjavík 1867.
- [Anonymous], Er það satt eðr ósatt, sem hra Jónas Guðmundsson segir um bækling vorn: "Jesús Kristr er Guð" o. s. frv.?, Reykjavík 1867.
- Til Íslendinga : um Lestrarbók handa alþýðu, eftir séra Þórarinn Böðvarsson. Reykjavík 1875.